# جون لويس (قسيس)
جون لويس (بالإنجليزية: John Lewis) هو قسيس أسترالي، ولد في 2 يناير 1926 في أديلايد في أستراليا، وتوفي بنفس المكان في 22 ديسمبر 2015.